# Senoy, Sansenoy i Semangelof

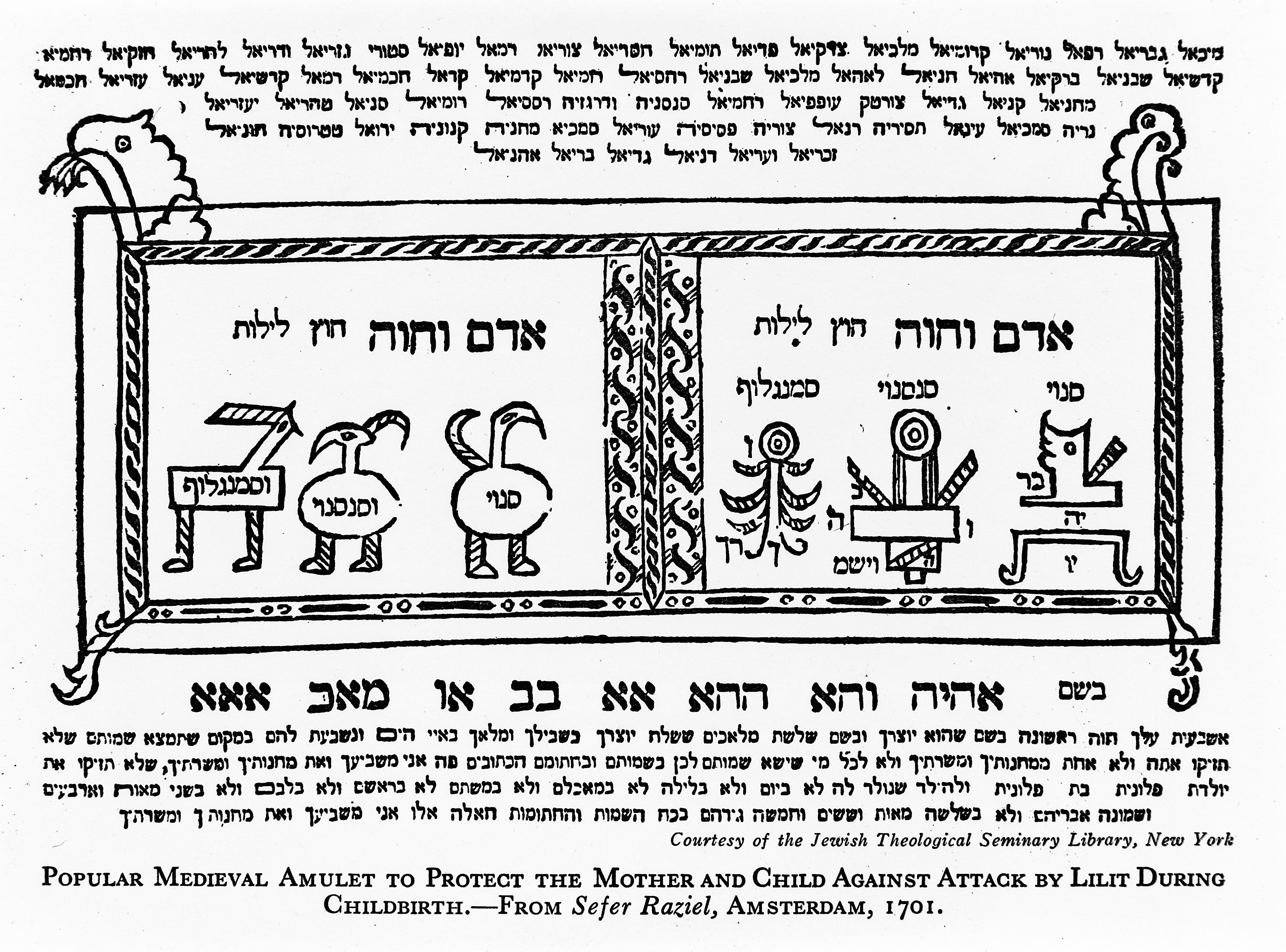
Przykład średniowiecznego żydowskiego amuletu z zaklęciem mającym chronić rodzącą kobietę i jej dziecko przed atakiem Lilith. Postacie aniołów Senoy, Sansenoy i Semangelof z wpisanymi w nie ich imionami przedstawione zostały z lewej strony

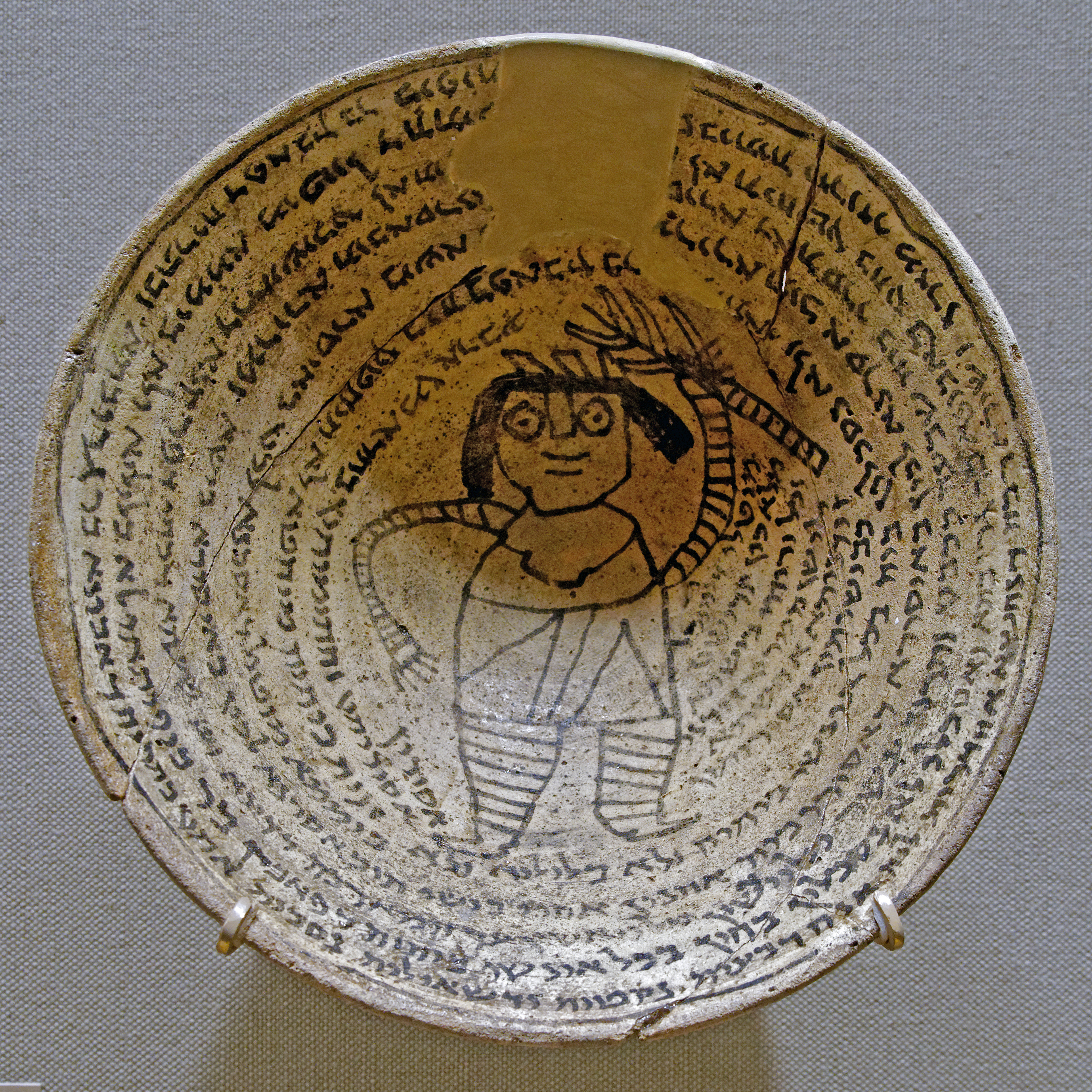
Jedna ze znalezionych w Nippur mis z aramejskim zaklęciem zapisanym wokół umieszczonej centralnie postaci demona (VI-VII w. n.e.); zbiory Metropolitan Museum of Art w Nowym Jorku (nr inwent. 86.11.64)

Senoy (Senoi, Senoy), Sansenoy (Sansenoi, Sansenoy, Sensenoy) i Semangelof – w folklorze żydowskim trójka aniołów mających strzec kobiety w trakcie porodu i połogu oraz nowonarodzone dzieci przed atakami nocnego demona Lilith. Ich imiona zapisywano często na specjalnych amuletach wykonanych ze srebra lub papieru, którym przypisywano moc odstraszania tego demona. Innym sposobem zabezpieczenia nowonarodzonego dziecka przed Lilith, stosowanym w wielu wspólnotach żydowskich, było zapisanie imion Senoy, Sansenoy i Semangelof na drzwiach pokoju narodzin.
Zgodnie z tradycją żydowską (zachowaną w średniowiecznym Alfabecie ben Syracha) anioły Senoy, Sansenoy i Semangelof wysłane zostały przez Jahwe z misją sprowadzenia Lilith, pierwszej żony Adama, z powrotem do Edenu. Lilith porzuciła Eden i swego męża po tym, gdy ten nie zgodził się na jej aktywną rolę w trakcie stosunku seksualnego. Nowym domem dla Lilith stały się pustkowia i bezdroża, gdzie wchodziła w związki z upadłymi aniołami rodząc tysiące demonów zwanych lilim. Adam pragnął jej powrotu, dlatego Jahwe wysłał trójkę aniołów o imionach Senoy, Sansenoy i Semangelof, które zagroziły Lilith, że jeśli nie powróci, to codziennie umierać będzie setka jej dzieci. Lilith odmówiła powrotu, ale zapowiedziała, że będzie mścić się za śmierć swoich dzieci zabijając rodzące kobiety i niemowlęta. Zgodziła się jednak, że oszczędzi wszystkie te matki i niemowlęta, które nosić będą amulet z umieszczonymi na nim wizerunkami lub imionami tej trójki aniołów. Początki tradycji związanej z Lilith i trójką aniołów sięgają pierwszych wieków naszej ery: imiona aniołów Senoy, Sansenoy i Semangelof wymieniane są na przykład w zaklęciach przeciw Lilith zapisanych po aramejsku na glinianych misach pochodzących z Nippur datowanych na ok. 600 r. naszej ery (tzw. incantation bowls).